# Circuito de Albacete
A Circuito de Albacete egy motorsport-versenypálya Spanyolországban, Albacete városában.
1990 óta működik. Hossza 3,539 kilométer, nyolc jobb, és öt bal kanyarból áll. További két nyomvonala használt: egy 2,237 valamint egy 1,336 kilométer hosszú.
1992-ben a nemzetközi Formula–3000-es sorozat, továbbá 1992 és 1999 között a Superbike-világbajnokság versenynaptárában is szerepelt. Jelenleg több nemzeti és nemzetközi autó-, motor-, és kamionbajnokság is rendez futamokat itt.

## Külső hivatkozások
- A versenypálya hivatalos honlapja
- A versenypályáról a trackreviewers.com honlapon Archiválva 2011. április 10-i dátummal a Wayback Machine-ben
- A versenypályáról a todocircuito.com honlapon